# رومن برنیس
رومن برنیس (فرانسوی: Romane Bernies‎؛ زادهٔ ۲۷ ژوئن ۱۹۹۳) بازیکن بسکتبال اهل فرانسه است.
وی در مسابقات کشوری و بین‌المللی در مجموع برندهٔ ۱ مدال نقره، ۱ مدال برنز شده است.